# Stipo a bambocci

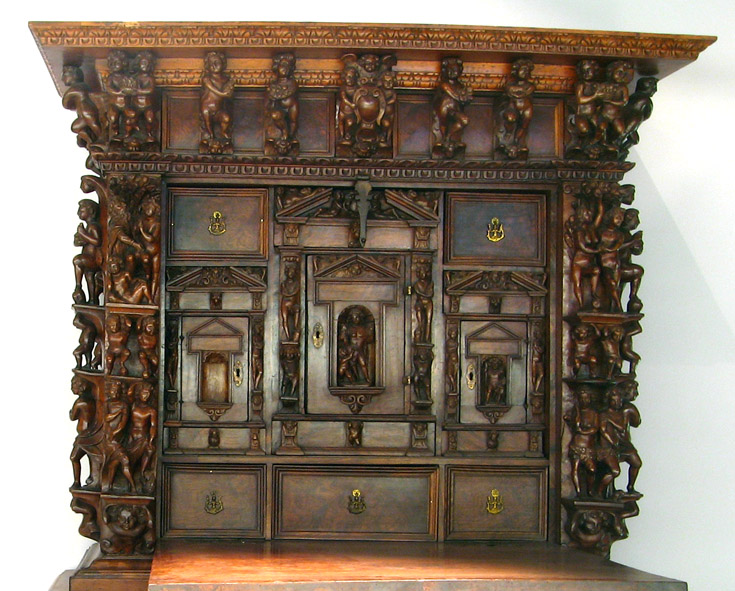
Stipo a Bambocci

Stipo a bambocci (Plural: Stipi a bambocci) bezeichnet einen bestimmten Typus von Kabinettschränken der Renaissance in Oberitalien mit durch eine Platte verschließbarer Front. Das Konstruktionsholz ist wertvolles Nussbaum- und Nussbaummaserholz, z. T. speziell importierter Kaukasischer Nussbaum.

## Bambocci
Die Besonderheit der Stipi a Bambocci sind ihre pummeligen, kleinen geschnitzten Figuren, die in dieser Anbringungsweise und Ausführung bei Kabinetten und Kommoden einzigartig sind. Bei einigen noch erhaltenen Exemplaren stehen die Bambocci-Figuren miteinander in einem Kontext und bilden zusammen ein ikonographisches Programm, wie z. B. am Stipo a Bambocci im Castello Sforzesco in Mailand, wo die Vertreibung Adam und Evas aus dem Paradies dargestellt ist.

## Werkstatt
Durch neue Forschungen konnte eine Werkstatt identifiziert werden, die den neuen Kabinetttypus des Stipo a Bambocci erfunden und entwickelt hat.

## Datierung und Lokalisierung
Die frühesten Stipi a Bambocci traten um bzw. kurz nach 1560 in Genua/ der Provinz Ligurien auf. Bereits kurz nach ihrem ersten Auftreten begann die Nachfrage nach diesen Stücken zu wachsen und die handwerkliche Produktion weiterer Stipi a Bambocci wurde begonnen. Das Ende des ersten Jahrzehnts des 17. Jahrhunderts (gegen 1608/09) bedeutete auch das Ende der Produktion der Stipi a Bambocci.

## Erhaltene Stücke
Original erhaltene Stücke sind sehr selten (< 12 Exemplare) und finden sich nur noch in bedeutenden Privatsammlungen und Museen, etwa im Museo Poldi Pezzoli, Bagatti-Valsecchi oder Castello Sforzesco, alle in Mailand.

Stipo a Bambocci, Privatsammlung
Stipo a Bambocci einer Schweizer Privatsammlung
Detail von Stipo a Bambocci 2
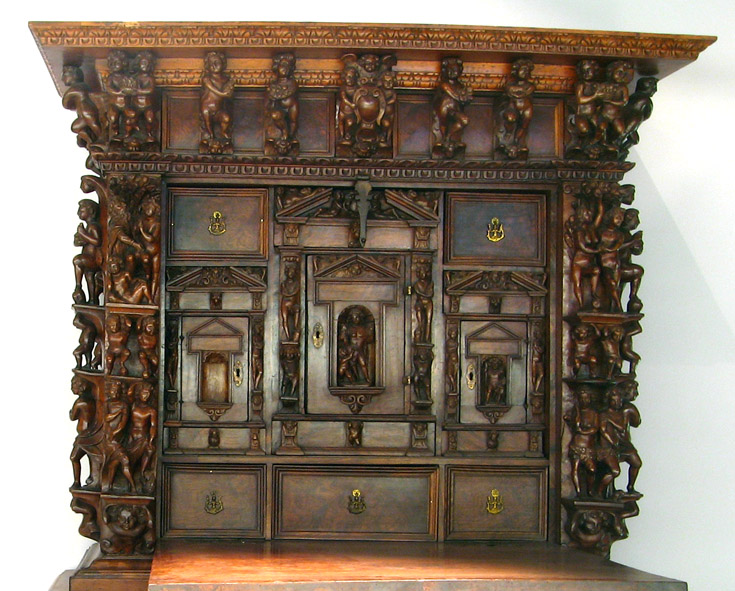
Stipo a Bambocci, Castello Sforzesco Mailand